# Coppa delle nazioni oceaniane 1996
La Coppa delle nazioni oceaniane 1996 (1996 OFC Nations Cup) fu la terza edizione della Coppa delle nazioni oceaniane, competizione calcistica per nazionali organizzata dalla OFC. La competizione si svolse dal 10 novembre 1995 al 1º novembre 1996 e vide la partecipazione di quattro squadre: Australia, Isole Salomone, Nuova Zelanda e Tahiti. Il torneo valse anche come qualificazione per la FIFA Confederations Cup 1997.

## Formula
- Qualificazioni

Australia e Nuova Zelanda sono qualificati direttamente alla fase finale. Rimangono 9 squadre per 2 posti disponibili per la fase finale: la Coppa della Melanesia 1994 e la Coppa della Polinesia 1994 mettono in palio la qualificazione al torneo.
- Fase finale

Fase a eliminazione diretta - 4 squadre, giocano partite di andata e ritorno. La vincente si laurea campione OFC e si qualifica alla FIFA Confederations Cup 1997.

## Squadre partecipanti
| Pr. | Squadra        | Data di qualificazione certa | Partecipante in quanto                      | Partecipazioni precedenti al torneo | Ultima presenza      |
| --- | -------------- | ---------------------------- | ------------------------------------------- | ----------------------------------- | -------------------- |
| 1   | Australia      | -                            | Qualificata di diritto                      | 1 (1980)                            | Nuova Caledonia 1980 |
| 2   | Nuova Zelanda  | -                            | Qualificata di diritto                      | 2 (1973, 1980)                      | Nuova Caledonia 1980 |
| 3   | Isole Salomone | 8 luglio 1994                | Vincitrice della Coppa della Melanesia 1994 | 1 (1980)                            | Nuova Caledonia 1980 |
| 4   | Tahiti         | 28 novembre 1994             | Vincitrice della Coppa della Polinesia 1994 | 2 (1973, 1980)                      | Nuova Caledonia 1980 |

Nella sezione "partecipazioni precedenti al torneo", le date in grassetto indicano che la nazione ha vinto quella edizione del torneo, mentre le date in corsivo indicano la nazione ospitante.

## Fase finale

### Fase a eliminazione diretta

#### Tabellone
|  | Semifinali     | Semifinali     | Semifinali | Semifinali | Semifinali |  |  | Finale    | Finale    | Finale | Finale | Finale |  |
|  |                |                |            |            |            |  |  |           |           |        |        |        |  |
|  | Nuova Zelanda  | Nuova Zelanda  | 0          | 0          | 0          |  |  |           |           |        |        |        |  |
|  | Australia      | Australia      | 0          | 3          | 3          |  |  | Australia | Australia | 6      | 5      | 11     |  |
|  | Isole Salomone | Isole Salomone | 0          | 1          | 1          |  |  | Tahiti    | Tahiti    | 0      | 0      | 0      |  |
|  | Tahiti         | Tahiti         | 1          | 2          | 3          |  |  |           |           |        |        |        |  |

#### Semifinali
| Christchurch 10 novembre 1995 | Nuova Zelanda | 0 – 0 | Australia | Queen Elizabeth II Park (8000 spett.)\| Arbitro: \| Barry Tasker \| |
| Arbitro:                      | Barry Tasker  |       |           |                                                                     |

| Arbitro: | Simon Micallef |

|                                      |           |  |
| Mori 33’ Wade 45’ (rig.) Spiteri 51’ | Marcatori |  |

| Arbitro: | Intaz Shah |

|  |           |              |
|  | Marcatori | 51’ Rousseau |

| Arbitro: | Derek Rugg |

|                         |           |          |
| Rousseau 46’ Gatien 88’ | Marcatori | 51’ Seni |

#### Finale
| Arbitro: | Barry Tasker |

|  |           |                                                      |
|  | Marcatori | 5’ Tapai 20’ Trimboli 25’, 28’, 44’, 89’ Trajanovski |

| Arbitro: | Intaz Shah |

|                                                         |           |  |
| Hooker 11’ Trajanovski 21’, 36’, 54’ Raumati 31’ (aut.) | Marcatori |  |

## Statistiche

### Classifica marcatori
7 reti
- Kris Trajanovski

2 reti
- Jean-Loup Rousseau

1 rete
- Robbie Hooker
- Damian Mori
- Joe Spiteri
- Ernie Tapai
- Paul Trimboli
- Paul Wade
- Robert Seni
- Macha Gatien

Autorete
- Rupena Raumati